# Karl Ludwig Drobisch
Karl Ludwig Drobisch (* 24. Dezember 1803 in Leipzig; † 20. August 1854 in Augsburg) war ein deutscher Komponist.

## Leben
Drobisch befasste sich intensiv mit der mathematischen Bestimmung der Tonhöhenverhältnisse und veröffentlichte zahlreiche Werke zu diesem Problem. Dadurch nahm er großen Einfluss auf die zeitgenössische Musik. Ab 1826 war er Musiklehrer, insbesondere für theoretischen Musikunterricht, und ab 1837 Kapellmeister der evangelischen Kirche in Augsburg. Er schrieb zahlreiche Chorwerke, darunter auch ein Requiem und viele Messen. Sein Sohn Eugen Theodor Drobisch trat in die Fußstapfen des Vaters und wurde ebenfalls Komponist.
Laut seiner Todesanzeige und der offiziellen Todesfallliste starb Drobisch nicht am 20. August, sondern am 26. August, und zwar an der im Sommer 1854 in Augsburg heftig grassierenden Cholera.